# Sten-Gunnar Hedin
Sten-Gunnar Hedin, född 4 juli 1948, död 27 juli 2022, var pastor i Pingströrelsen och var föreståndare för trossamfundet Pingst - fria församlingar i samverkan och riksföreningen med samma namn samt talesman för pingströrelsen i Sverige mellan åren 2001-2008. Han efterträddes 2009 av Pelle Hörnmark, tidigare föreståndare för Jönköpings pingstförsamling.
Hedin var tidigare föreståndare i Filadelfiaförsamlingen i Stockholm, och efterträddes av Niklas Piensoho den 22 oktober 2006. Hedin var församlingens femte föreståndare. Han är initiativtagare till den kristna Vita nykterhetsrörelsen och en av grundarna till kampanjen Bevara Äktenskapet. Han var 2010 – 2014 förbundsordförande för Riksförbundet PensionärsGemenskap, RPG. Hedin är sedan 2014 styrelseordförande för Läkarmissionen. Sedan 2008 är han knuten till den ekumeniska kommuniteten vid Bjärka-Säby som en av två visitatorer.
År 2003 skrev Hedin tillsammans med katolska kyrkans biskop i Sverige Anders Arborelius en medialt uppmärksammad debattartikel som reaktion på uttalanden av Svenska kyrkans dåvarande ärkebiskop K.G. Hammar, som bland annat behandlade ämnen som Bibeln och Jesu jungfrufödelse, vilket ledde till en två månader lång mediedebatt om kristendom. Arborelius och Hedin riktade kritik mot att Hammar lämnade det mest grundläggande i kristendomen öppet för tolkningar och de ansåg att Hammar såg på bibeltexter och tro som poesi och myt.
Tillsammans med Anders Arborelius skrev Hedin böckerna Jesusmanifestet (Libris 2003) samt Anden - Gud här och nu (Libris 2008).